# Lenticchia di Onano
La Lenticchia di Onano è una leguminosa, riconosciuta come uno dei prodotti agroalimentari tradizionali italiani presidii di Slow Food.

## Areale
Esclusivamente il comune di Onano, in provincia di Viterbo.

## Descrizione del prodotto
Poche lenticchie possono vantare un passato così documentato. Nel territorio le lenticchie si coltivano da secoli e già in passato erano molto ricercate. Uno Statuto del 1561 tratto da Ordini, statuti, leggi municipali della comunità e popolo di Onano prescrive sanzioni per chi è sorpreso a danneggiare o a rubare leguminose. Ancora nel Seicento, e poi nel secolo scorso, tracce documentarie ne attestano la vendita e il consumo niente meno che alla corte papale, con una memoria tradizionalmente legata a due personaggi celebri, come il cardinale Prospero Caterini e papa Pio XII.
All'inizio del Novecento la lenticchia di Onano era presente in varie esposizioni internazionali: a Roma e Buenos Aires nel 1910, a Londra e infine a Parigi nel 1911, in occasione della III Esposizione Internazionale del Progresso Moderno. Intorno agli anni '60 del novecento la coltura ha un momento di crisi, sostituita da coltivazioni più redditizie. La ripresa della produzione è legata agli orti famigliari e a un produttore biologico.

## Qualità organolettiche
Tonda e saporitissima, di colore marrone chiaro con sfumature che vanno dal piombo scuro al cinereo rosato, al verdastro, marmorizzata in superficie, la lenticchia dei papi cresce bene nei terreni vulcanici, sabbiosi e leggeri di Onano, ideali per i legumi. La tendenza attuale è di incrementare la coltivazione della lenticchia a seme grande, data la disponibilità di terreni potenzialmente vocati ma attualmente dedicati ad altre colture. 
La buccia è quasi inesistente e la pasta vellutata, fine e cremosa.

## Utilizzo gastronomico
Dolcissima e delicata, la lenticchia di Onano è ottima nelle minestre o nelle zuppe, con i quadrucci all’uovo, come semplice contorno con un soffritto di guanciale, aglio, carota, sedano e un poco di pomodoro, oppure in umido nei piatti a base di selvaggina, in particolare con la starna.

## Curiosità
Giulio Andreotti, nel testo La sciarada di Papa Mastai sostiene che papa Pio IX, dopo la perdita del potere temporale, si sia consolato con un piatto di lenticchie Onanesi procurateli dal cardinale Prospero Caterini, che era appunto di Onano. Anche in un programma della Rai trasmesso il 25 maggio 2007 si è riportato lo stesso aneddoto, insieme alla affermazione che da giovane il futuro papa Pio XII, che trascorreva le vacanze ad Onano nelle tenute di suo nonno, apprezzasse molto le lenticchie.